# Kochliogonopus stechowi
Kochliogonopus stechowi är en mångfotingart som beskrevs av Karl Wilhelm Verhoeff 1938. Kochliogonopus stechowi ingår i släktet Kochliogonopus och familjen Spirostreptidae. Inga underarter finns listade i Catalogue of Life.